# Neocorynura colombiana
Neocorynura colombiana är en biart som beskrevs av Eickwort 1979. Neocorynura colombiana ingår i släktet Neocorynura och familjen vägbin. Inga underarter finns listade i Catalogue of Life.